# Южен Джордан
Южен Джордан (на английски: South Jordan) е град в окръг Солт Лейк, щата Юта, САЩ. Южен Джордан е с население от 29 437 жители (2000) и обща площ от 54,5 km². Намира се на 1353 m надморска височина. ЗИП кодът му е 84065, 84095, а телефонният му код е 385, 801.